# 金星奖
金星奖是中国人民解放军全军评选的电视剧最高奖项，1987年6月27日举办了第一届，一年一届在北京举办。

## 沿革
- 1987年，举办第一届，奖项设置暂无单项奖。
- 1991年，第五届增设单项奖，包括导演、编剧、表演、摄影。
- 1993年，增设照明、剪辑、美术三项单项奖。
- 2001年，增设电视电影作品奖。